# Scrobigera media
Scrobigera media är en fjärilsart som beskrevs av Jordan 1912. Scrobigera media ingår i släktet Scrobigera och familjen nattflyn. Inga underarter finns listade.